# Long Beach (New York)
Long Beach je město v okresu Nassau County ve státě New York ve Spojených státech amerických. K roku 2010 zde žilo 33 275 obyvatel. S celkovou rozlohou 10,1 km² byla hustota zalidnění 6 398,1 obyvatel na km².

## Slavní rodáci
- Billy Crystal (* 1948) – americký herec, spisovatel a filmový režisér
- Mike Portnoy (* 1967) – americký hudebník a bubeník skupiny Dream Theater